# Servon-sur-Vilaine
Servon-sur-Vilaine é uma comuna francesa na região administrativa da Bretanha, no departamento Ille-et-Vilaine. Estende-se por uma área de 15,3 km². Em 2010 a comuna tinha 3 827 habitantes (densidade: 250,1 hab./km²).